# Блотниця (Великопольське воєводство)
Блотниця (пол. Błotnica) — село в Польщі, у гміні Пшемент Вольштинського повіту Великопольського воєводства.
Населення — 652 особи (2011).
У 1975-1998 роках село належало до Лешненського воєводства.

## Демографія
Демографічна структура станом на 31 березня 2011 року:
|          | Загалом | Допрацездатний вік | Працездатний вік | Постпрацездатний вік |
| -------- | ------- | ------------------ | ---------------- | -------------------- |
| Чоловіки | 322     | 70                 | 231              | 21                   |
| Жінки    | 330     | 62                 | 201              | 67                   |
| Разом    | 652     | 132                | 432              | 88                   |